# Monopylephorus frigidus
Monopylephorus frigidus är en ringmaskart som beskrevs av Brinkhurst och Clara Octavia Jamieson 1971. Monopylephorus frigidus ingår i släktet Monopylephorus och familjen glattmaskar. Inga underarter finns listade i Catalogue of Life.